# Mangifera austro-yunnanensis
Mangifera austro-yunnanensis là một loài thực vật thuộc họ Anacardiaceae. Đây là loài đặc hữu của Trung Quốc.